# بوکاوینا ایرلاینز
بوکاوینا ایرلاینز (به انگلیسی: Bukovyna Airlines) یک شرکت هواپیمایی با کد یاتا BQ است که در تاریخ ۱۹۹۹ میلادی تأسیس شده است. دفتر مرکزی بوکاوینا ایرلاینز در چرنیوتسی، اوکراین واقع شده‌است و قطب این شرکت هواپیمایی در فرودگاه بین‌المللی چرنیوتسی قرار دارد.

## تاریخچه
در سال ۲۰۱۳، بوکاوینا ایرلاینز از جمله ۲ خط هوایی اکراینی بود که توسط دولت ایالات متحده به دلیل اجاره دادن ناوگان سری McDonnell Douglas MD-80 خود به ایران‌ایر و هواپیمایی ماهان مورد تحریم قرار گرفت. البته در ژانویه ۲۰۱۶، دفتر کنترل سرمایه‌های خارجی وزرات خزانه‌داری ایالات متحده آمریکا تحریم این ایرلاین را لغو کرد.

## ناوگان

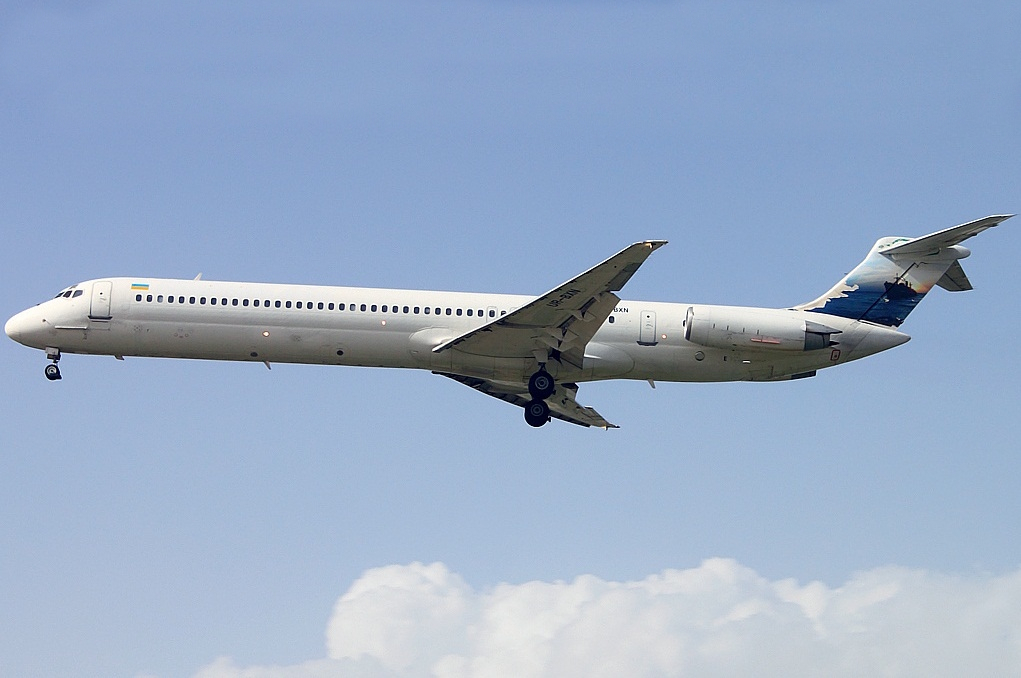
Bukovyna Airlines McDonnell Douglas MD-83

## ناوگان[۴]

### ناوگان فعلی
| هواپیما                 | تعداد | نکات |
| ----------------------- | ----- | ---- |
| Boeing 737-500          | ۱     |      |
| McDonnell Douglas MD-82 | ۳     |      |
| مجموع                   | ۴     |      |

### ناوگان پیشین
- Boeing 737-400
- British Aerospace BAe 146-300
- Fokker 100
- McDonnell Douglas MD-88
- McDonnell Douglas MD-83